# Santuário do Bom Jesus do Bacalhau

Igreja do Santuário Bom Jesus do Bacalhau, Jubileu de 2021, Piranga (MG)

O Santuário do Bom Jesus de Bacalhau é um conjunto arquitetônico religioso do distrito de Santo Antônio do Pirapetinga, no munícipio de Piranga, na zona da mata mineira. Seu conjunto arquitetônico e paisagistico, bem como seu acervo movel, foi tombado pelo IPHAN como patrimônio nacional. Faz parte da tradicional rota de peregrinação que celebra Jesus de Matozinhos.
Foi implantado sobre uma colina. É composto por uma Igreja, no estilo tradicional do barroco rococó, e por um conjunto de casas baixas destinadas a abrigar os romeiros nas épocas de festas. Segue a tradicional disposição arquitetônica de capelas de peregrinação ibéricas. O centro urbano do distrito, bem como a Igreja de Santo Antônio, e as ruínas da Igreja do Rosário, também são tombadas.

## História do povoado do Bacalhau
Em 1704 foi fundado o arraial de Nossa Senhora da Conceição do Guarapiranga, situado junto ao rio Piranga. No local, já existia uma pequena capela dedicada à Imaculada Conceição, que havia sido erigida junto a expansão paulista em busca de ouro. Piranga estava no centro das grandes descobertas de ouro, próxima a Itaverava, onde se deu o primeiro ouro manifestado, Vila do Carmo e Vila Rica, locais das maiores descobertas.
Nos arredores do arraial, surgiu, paralelamente, uma pequena povoação, próxima ao rio Bacalhau, um dos afluentes do Piranga. Conta-se que ali, provavelmente em meados do século XVIII, foi encontrada uma bela imagem do Senhor Bom Jesus, de tamanho próximo ao natural, e que, mesmo após ter sido diversas vezes conduzida para uma das capelas, sempre amanhecia novamente na colina onde fora encontrada, aparentemente sem interferência humana.
A história da fundação do santuário é muito semelhante a história que ocorreu em Conceição do Mato Dentro, que também possui um centro de devoção a Bom Jesus de Matozinhos. A partir dessas aparições, ambas as populações compreenderam que deveriam construir naquele local um ponto de veneração.
O nome Bacalhau se originou do nome de José Gonçalves Bacalhau, que era um português natural do Faro, e que possuía terras na região. Mas, apesar do nome popular, em 1911, por intermédio da Lei nº 556, o distrito recebeu a denominação atual de Santo Antônio do Pirapetinga. Mas a população local, bem como todos os devotos, continua a se referir ao local como Bacalhau. O santuário é, por isso, conhecido como Bom Jesus do Bacalhau.

## Construção do santuário

Visão lateral da Igreja do Santuário Bom Jesus do Bacalhau, Jubileu de 2022, Piranga (MG)

Sobre o início da construção do santuário não há uma data precisa. Sabe-se que os jubileus tiveram início já no século XVIII, anteriormente a construção da Igreja. Essas viagens de romeiros fizeram surgir um pequeno conjunto de casas ao redor do terreno da igreja, e que eram destinadas a hospedar romeiros. Como a viagem era muito longa, os romeiros tinham o direito de dormir lá, gratuitamente, por uma noite. Desde os primórdios do santuário, a maioria dessas casas pequenas se abre apenas durante os movimentados dias de agosto, quando se celebra o jubileu, ocasião em que são amplamente utilizadas.
Consta que a autoria do risco da igreja seria de José Coelho da Silva, um carpinteiro da região. O retábulo principal, entalhado em fins do século XVIII ou início do XIX, foi feito por dois entalhadores portugueses, José de Meireles Pinto e António Meireles Pinto. A igreja possui ainda um púlpito e dois altares colaterais, que seguem o mesmo estilo do altar-mor. As imagens são mais sóbrias do que as de estilo barroco encontradas nas igrejas das redondezas, e lembram mais as esculturas góticas portuguesas.
A imagem original do Bom Jesus foi colocada em uma capela atrás do altar, de forma a que ficasse mais acessível aos peregrinos, enquanto que o trono do altar-mor foi ornado com uma segunda imagem do Crucificado, provavelmente incluída com o entalhamento do altar. Uma curiosidade acerca da imagem original é que esta possui cada um de seus olhos voltado para uma direção diferente: o olho direito mira para baixo, para o fiel, e o olho esquerdo olha para o Céu, como se estivesse em oração.
Nessa igreja, as pinturas seguem uma lógica centrada na Paixão de Cristo, com destaque para as pinturas do forro da nave e da capela mor, bem como os quadros da Via Sacra e a pintura do camarim do Bom Jesus. A autoria de grande parte dessas pinturas é atribuída a Francisco Xavier Carneiro, um dos expoentes do Rococó mineiro, que ali trabalhou de 1806 a 1840, ano em que foram enfim encerradas as intervenções artísticas para embelezamento do santuário. Manoel da Costa Ataíde realizou o douramento da chave do sacrária, "serviço pelo qual ele recebeu meia pataca de ouro”. A sua família, possuia terras no arraial, e o seu pai, Luiz da Costa Ataíde, tinha sido mesário da Irmandade do Bom Jesus.

No ano de 1792 foi oficialmente erigida a Irmandade do Bom Jesus, cujo acesso era permitido a todas as pessoas, independente da qualidade - seja a condição social ou racial. Abaixo, pode-se ler um trecho do compromisso da irmandade:
Dizem o juiz e mais irmãos da Irmandade do senhor Bom Jesus de Matozinhos, ereta no Arraial do Bacalhau, freguesia de Guarapiranga, distrito da cidade de Piranga, para governo interno da dita Irmandade fizeram um compromisso junto constante de 16 capítulos, onde se regulam as entradas e modos de dirigir a atual irmandade, pelo que respeita a economia mais ainda pelo que pertence ao culto divino e bem espiritual tanto dos vivos como dos mortos porque por firmeza e validade deste compromisso necessitam de provisão confirmatória de V. Majestade. Nestes termos recorrem a V. Majestade se digne em serviço (…) concederdes a referida provisão. (…)  Toda a pessoa que se quiser assentar por irmão nesta irmandade do Senhor Bom Jesus de Matosinhos, seja homem ou mulher, Branco, Pardo, ou Preto, Escravo ou Livre, se lhe fará assento em hum livro que haverá para esse efeito.
Além da construção em si, a igreja possui um rico acervo de imagens e artefatos religiosos, os quais foram produzidos por diversos artistas, dentre os quais se destacam o Padre Félix Antônio Lisboa, irmão do Aleijadinho, e o entalhador Manoel Dias da Silva.

## Processo de tombamento

Igreja do Santo Antônio, Bacalhau, Piranga (MG)

Corporação Musical Bom Jesus

O Santuário do Bom Jesus do Bacalhau foi tombado pelo IPHAN em 1996. Anteriormente, em 1989, havia ocorrido um processo de tombamento a nível estadual, pelo IEPHA/MG, onde foram tombadas a Igreja de Santo Antônio e a Capela de Nossa Senhora do Rosário (em ruínas), ambas no distrito. Em 2006, pelo processo nº1480/2006, a Imagem do Senhor Bom Jesus de Matozinhos, um bem móvel, também foi tombado pelo IPHAN.
Em 2006, pelo processo nº1478/2006, o centro urbano do distrito do Bacalhau também foi tombado pelo IPHAN. Em 2007 foi inventariado a Corporação Musical do Bom Jesus e as memórias do Bom Jesus como patrimônios imateriais. Em 2009 o local de uma das batalhas dos emboabas, de fronte ao distrito, também foi tombado pelo IPHAN. Sobre esse fato, na subida para a Igreja há um tronco de madeira com duas espadas originais da época, fazendo alusão do conflito. No total, o distrito possui 114 bens inventariados.

### Restauração
Se o processo de tombamento não partiu da população, como revela Danielly Dias, e sim, do próprio IEPHA/MG, o processo de restauro do santuário contou com ampla participação popular. Delmarí Ribeiro, que foi responsável pela obra de restauração do Santuário, encabeçada pelo IPHAN, em 1998, demonstra os processos anteriores de restauro do local, todos realizados graças a população local.
Entre 1989 e 1990 foi realizado a reforma do telhado, que contou com o financiamento do Conselho de Desenvolvimento Comunitário de Santo Antônio do Pirapetinga. Em 1993, 15 casas do conjunto; em 1997, 14 casas do conjunto e em 1998 as últimas 9 casas do conjunto foram reformas. Em 1996 foi realizada uma obra de construção de sanitários masculinos e femininos, para melhor atender os romeiros, que contou com apoio, além do Conselho de Desenvolvimento, da Prefeitura de Ouro Preto.
A obra financiada pelo IPHAN, só foi ocorrer em 1998. O sistema adotado foi o de obra direta, sem contratação de empresas, com a orientação do engenheiro local, Adauto Lourenço Mendes, e execução feita pelo mestre de obras de Bacalhau, Sr. Adelino Patrocínio Dias, pelo carpinteiro, Sr. Amantino Gomes, por pedreiros e serventes da própria comunidade e apoio, projeto e fiscalização das obras da equipe do IEPHA/MG. Nessa obra foi consolidado as alvenarias; refeito os rebocos; executadas as pinturas das alvenarias e elementos arquitetônicos de madeira; restauradas as esquadrias; e, principalmente, restaurada toda a cobertura, inclusive com a substituição das peças deterioradas de madeira e sua imunização e troca de todas as telhas. Toda a instalação elétrica foi trocada.

## Galeria de imagens

Teto do santuário
Teto do santuário, representando a compulação do óvulo pelo espermatozoide
Um dos altares laterais
Pinturas representando a paixão de Cristo
Detalhe do altar
Pintura do teto
Detalhes da pintura do teto
Um dos altares laterais
Altar principal, com a Imagem de Bom Jesus